# Vareta
Una vareta, vareta d'agitació o vareta agitadora, és un fi cilindre massís de vidre que serveix per a remenar dissolucions, per barrejar productes químics i líquids en un laboratori.

## Dimensions i ús
Acostumen a ser peces d'uns 5-6 mm de diàmetre, i de 200 a 500 mm de longitud utilitzades dins de l'equip de laboratori amb la funció de remoure els soluts afegits al dissolvent en un matràs o vas de precipitats i afavorir la seva dissolució.
En general són de vidre o vidre massís, sent la seva forma similar i el seu gruix una mica més gran que una palleta de refrescos.
S'utilitzen per als líquids i sòlids de baixa densitat. També serveixen per introduir substàncies líquides de gran reactivitat mitjançant escorriment, per evitar accidents.

## Alternatives
Hi ha una gran diversitat d'agitadors elèctrics emprats de manera rutinària als laboratoris de biologia i de química.